# Белейр (Флорида)
Белейр (англ. Belleair) — місто (англ. town) в США, в окрузі Пінеллас штату Флорида. Населення — 4273 особи (2020).

## Географія
Белейр розташований за координатами 27°56′10″ пн. ш. 82°48′46″ зх. д. / 27.93611° пн. ш. 82.81278° зх. д. (27.935974, -82.812777).  За даними Бюро перепису населення США в 2010 році місто мало площу 7,36 км², з яких 4,48 км² — суходіл та 2,89 км² — водойми. В 2017 році площа становила 6,73 км², з яких 4,46 км² — суходіл та 2,28 км² — водойми.

## Демографія
Згідно з переписом 2010 року, у місті мешкало 3869 осіб у 1822 домогосподарствах у складі 1094 родин. Густота населення становила 525 осіб/км².  Було 2232 помешкання (303/км²).
Расовий склад населення:
| - 96,0 % — білих - 1,6 % — азіатів - 0,8 % — чорних або афроамериканців - 0,2 % — корінних американців |

До двох чи більше рас належало 0,9 %. Частка іспаномовних становила 3,3 % від усіх жителів.
За віковим діапазоном населення розподілялося таким чином: 15,8 % — особи молодші 18 років, 52,0 % — особи у віці 18—64 років, 32,2 % — особи у віці 65 років та старші. Медіана віку мешканця становила 55,2 року. На 100 осіб жіночої статі у місті припадало 86,5 чоловіків;  на 100 жінок у віці від 18 років та старших — 83,3 чоловіків також старших 18 років.
Середній дохід на одне домашнє господарство  становив 109 584 долари США (медіана — 70 691), а середній дохід на одну сім'ю — 142 619 доларів (медіана — 90 972). За межею бідності перебувало 3,4 % осіб, у тому числі 4,9 % дітей у віці до 18 років та 2,3 % осіб у віці 65 років та старших.
Цивільне працевлаштоване населення становило 1647 осіб. Основні галузі зайнятості: освіта, охорона здоров'я та соціальна допомога — 21,9 %, науковці, спеціалісти, менеджери — 20,7 %, фінанси, страхування та нерухомість — 15,0 %, мистецтво, розваги та відпочинок — 9,5 %.